# Пламмер (лунный кратер)
Кратер Пламмер (лат. Plummer) — большой древний ударный кратер в южном полушарии обратной стороны Луны. Название присвоено в честь британского и ирландского астронома Генри Пламмера (1875—1946) и утверждено Международным астрономическим союзом в 1970 г. Образование кратера относится к нектарскому периоду.

## Описание кратера

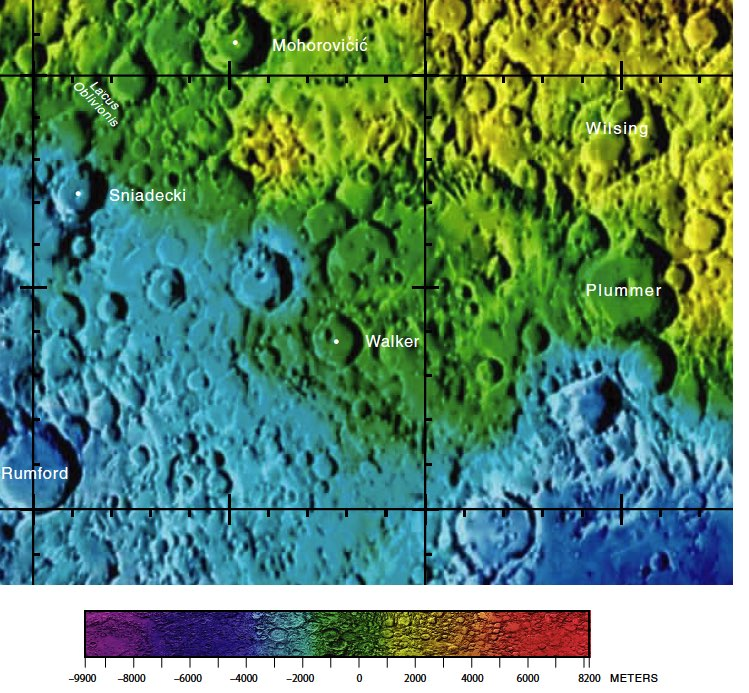
Окрестности кратера Пламмер. Фрагмент карты обратной стороны Луны.

Кратер Пламмер расположен в северной части внутреннего вала бассейна Южный полюс – Эйткен. Ближайшими соседями кратера являются кратер Уокер на западе; кратер Вильзинг на севере; кратер Барринджер на юго-востоке и кратер Аполлон на юге-юго-востоке. Селенографические координаты центра кратера 24°37′ ю. ш. 154°52′ з. д. / 24,62° ю. ш. 154,86° з. д., диаметр 75,7 км, глубина 2,8 км.
Кратер имеет циркулярную форму и значительно разрушен. Вал сглажен, южная часть вала перекрыта сателлитным кратером Пламмер M, восточная часть вала перекрыта безымянным кратером; в свою очередь северо-западная часть вала частично перекрывает сателлитный кратер Пламмер W. Внутренний склон вала с сглаженными остатками террасовидной структуры. Высота вала над окружающей местностью достигает 1310 м, объем кратера составляет приблизительно 4800 км³. Дно чаши сравнительно ровное, испещрено множеством маленьких кратеров. Немного восточнее центра чаши расположен сглаженный округлый центральный пик.

## Сателлитные кратеры
| Пламмер | Координаты                                              | Диаметр, км |
| ------- | ------------------------------------------------------- | ----------- |
| C       | 23°18′ ю. ш. 152°57′ з. д. / 23,3° ю. ш. 152,95° з. д.  | 30,6        |
| M       | 26°20′ ю. ш. 154°38′ з. д. / 26,34° ю. ш. 154,64° з. д. | 38,6        |
| N       | 27°14′ ю. ш. 155°59′ з. д. / 27,24° ю. ш. 155,99° з. д. | 44,6        |
| R       | 25°43′ ю. ш. 157°19′ з. д. / 25,72° ю. ш. 157,32° з. д. | 19,2        |
| W       | 23°29′ ю. ш. 155°58′ з. д. / 23,48° ю. ш. 155,97° з. д. | 31,7        |

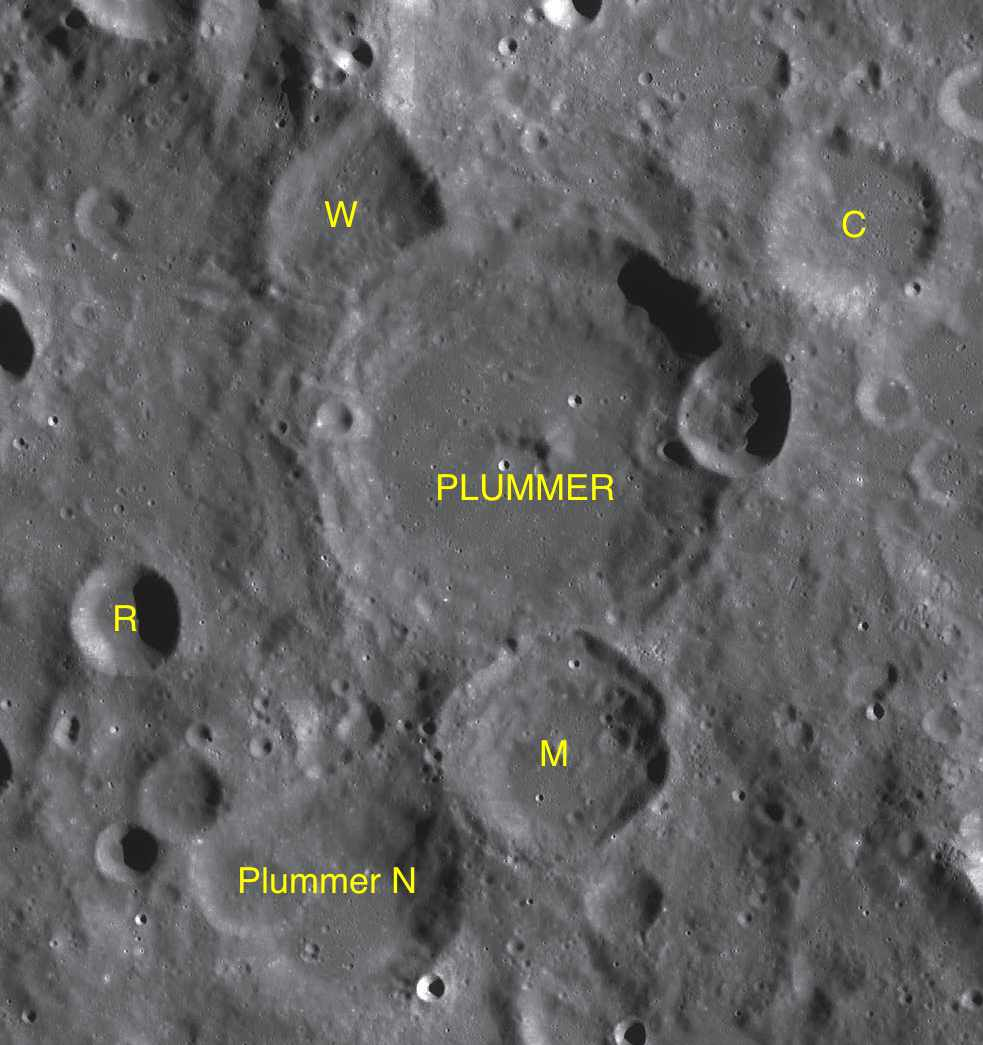
Фрагмент карты LAC-105.

- Образование сателлитного кратера Пламмер M относится к позднеимбрийскому периоду[1].
- Образование сателлитного кратера Пламмер N относится к нектарскому периоду[1].